# محبوبه مباشری
محبوبه مباشری (متولد ۱۳۴۰) پژوهشگر زبان و ادبیات فارسی، رئیس دانشکده ادبیات و دانشیار دانشگاه الزهرا است. او از سال ۱۳۸۵ تا ۱۳۹۰ ریاست دانشگاه الزهرا را بر عهده داشت.
از جمله دیگر سمت‌های وی عضویت در هیئت امنای کتابخانه‌های عمومی کشور به انتصاب محمود احمدی‌نژاد رئیس‌جمهور وقت است.
او از موافقین دانشگاه تک‌جنسیتی است.